# نظام التداول البديل
نظام التداول البديل (ATS) هو مصطلح تنظيمي أمريكي وكندي لمكان تداول غير تبادلي يطابق المشترين والبائعين للعثور على أطراف مقابلة للمعاملات.

## نبذة
عادة ما يتم تنظيم أنظمة التداول البديلة بصفتها وسطاء أو تجار وليس كبورصات (على الرغم من أنه يمكن تطبيق نظام تداول بديل ليتم تنظيمه كبورصة للأوراق المالية).
بشكل عام لأغراض تنظيمية، فإن نظام التداول البديل هو منظمة أو نظام يوفر أو يحافظ على سوق أو مرافق للجمع بين مشتري وبائعي الأوراق المالية، لكنه لا يضع قواعد للمشتركين (بخلاف قواعد سلوك مشتركين التداول على النظام). يجب أن تتم الموافقة على نظام التداول البديل من قبل هيئة الأوراق المالية والبورصات الأمريكية (SEC) وهي بديل لبورصة الأوراق المالية التقليدية. المصطلح المعادل بموجب التشريع الأوروبي هو مرفق تجاري متعدد الأطراف (MTF).

## الأهمية
تلعب هذه الأماكن دورًا مهمًا في الأسواق العامة للسماح بوسائل بديلة للوصول إلى السيولة. يمكن استخدامها لتداول مجموعات كبيرة من الأسهم بعيدًا عن البورصة العادية، وهي ممارسة يمكن أن تؤدي بخلاف ذلك إلى تعديل سعر السوق في اتجاه معين، اعتمادًا على القيمة السوقية للأوراق المالية وحجم التداول. نظام التداول البديل هو نظام إلكتروني بشكل عام ولكن لا يجب أن تكون كذلك. يمكن تمييز نظام التداول البديل على شبكات الاتصالات الإلكترونية (ECNs)، وهي «مجموعة فرعية إلكترونية بالكامل من نظام التداول البديل تتطابق تلقائيًا مع الطلبات بشكل مجهول».
في السنوات الأخيرة، عززت هيئة الأوراق المالية والبورصات الأمريكية وغيرها من الجهات التنظيمية من أنشطتها التنفيذية فيما يتعلق بأنظمة التداول البديلة، وبدء تحقيقات واسعة واتخاذ إجراءات بشأن المخالفات، مثل التداول ضد تدفق طلبات العملاء أو السماح للبائعين الخارجيين بالاحتفاظ بالسرية والاستفادة منها.

## أمثلة على نظام التداول البديل
- البركة المظلمة
- شبكة عابرة
- شبكة الاتصالات الإلكترونية